# Vlčatín
Vlčatín är en ort i Tjeckien.   Den ligger i regionen Vysočina, i den centrala delen av landet, 140 km sydost om huvudstaden Prag. Vlčatín ligger 530 meter över havet och antalet invånare är 144.
Terrängen runt Vlčatín är lite kuperad. Runt Vlčatín är det tätbefolkat, med 276 invånare per kvadratkilometer. Närmaste större samhälle är Třebíč, 11,2 km söder om Vlčatín. Omgivningarna runt Vlčatín är en mosaik av jordbruksmark och naturlig växtlighet.